# Cryphia katiba
Cryphia katiba là một loài bướm đêm trong họ Noctuidae.